# Armed Forces Bowl 2020 (décembre)
Match précédent Match suivant
L'Armed Forces Bowl 2020 (décembre) est un match de football américain de niveau universitaire joué après la saison régulière de 2020, le 31 décembre 2020 au Amon G. Carter Stadium de Fort Worth dans l'État du Texas aux États-Unis.
Il s'agit de la 18e édition de l'Armed Forces Bowl.
Le match met en présence l'équipe des Golden Hurricane de Tulsa issue de l'American Athletic Conference et l'équipe des Bulldogs de Mississippi State issue de la Southeastern Conference. Il a débuté à 11 heures locales et a été retransmis à la télévision par ESPN.
Sponsorisé par la société Lockheed Martin, le match est officiellement dénommé le 2020 Lockheed Martin Armed Forces Bowl.
Bulldogs de Mississippi State remporte le match sur le score de 28 à 26.

## Présentation du match
Après l'annulation du Las Vegas Bowl 2020, l'Armed Forces Bowl devait mettre en présence une équipe issue de la Pacific-12 Conference et une équipe de la Southeastern Conference (SEC),. Finalement à la suite de la pandémie de Covid-19, la présence d'une équipe Pac-12 ne s'est pas concrétisée et c'est la l'American Athletic Conference qui a pu fournir une équipe.
Il s'agit de la première rencontre entre les deux équipes.
| Équipes | Conférences | Entraîneurs            | Stats. saison rég. | Classements avant le bowl | Classements avant le bowl | Classements avant le bowl |
| --- | ----------- | ---------------------- | ------------------ | ------------------------- | ------------------------- | ------------------------- |
| Équipes | Conférences | Entraîneurs            | Stats. saison rég. | CFP                       | AP                        | Coaches                   |
| Golden Hurricane de Tulsa                                                                                         | AAC         | Philip Montgomery (en) | 6 - 2              | no 24                     | no 22                     | no 25                     |
| Bulldogs de Mississippi State                                                                                     | SEC         | Mike Leach (en)        | 3 - 7              | NC                        | NC                        | NC                        |
| - Arbitre : Jeff Servinski (Big Ten) - Équipe donnée favorite par les bookmakers : Mississippi State par 1 point. |             |                        |                    |                           |                           |                           |

### Golden Hurricane de Tulsa
Avec un bilan global en saison régulière de 6 victoires et 2 défaites (6-0 en matchs de conférence), Tulsa est éligible et accepte l'invitation pour participer à l'Armed Forces Bowl de 20 décembre 2020.
Ils terminent 2e de l'American Athletic Conference derrière no 8 Cincinnati.
À l'issue de la saison 2020 (bowl non compris), ils seront classés no 24 au classement CFP, no 22 au classement AP et no 25 au classement Coaches. Après le bowl, ils n'apparaissent plus dans les derniers classements AP et Coaches.
C'est leur 3e participation à l'Armed Forces Bowl :
| Saisons | Dates            | Vainqueurs | Scores  | Finalistes | Bilan     |
| ------- | ---------------- | ---------- | ------- | ---------- | --------- |
| 2006    | 23 décembre 2006 | Utah       | 25 - 13 | Tulsa      | D : 0 - 1 |
| 2011    | 30 décembre 2006 | BYU        | 24 - 21 | Tulsa      | D : 0 - 2 |

### Bulldogs de Mississippi State
Avec un bilan global en saison régulière de 3 victoires et 7 défaites, Mississippi State est néanmoins invité et accepte de participer à l'Armed Forces Bowl de décembre 2020.
Ils terminent 6e de la West Division de la Southeastern Conference.
À l'issue de la saison 2020, ils n'apparaissent pas dans les classements CFP, AP et Coaches.
C'est leur première apparition à l'Armed Forces Bowl.